# Az Aerosmith díjainak és elismeréseinek listája
Az Aerosmith egy amerikai, Grammy díj-as rockegyüttes, mely 1970-ben alakult Boston-ban. Pályafutásuk során eddig 14 stúdióalbumot adtak ki: Aerosmith (1973), Get Your Wings (1974), Toys in the Attic (1975), Rocks (1976), Draw the Line (1977), Night in the Ruts (1979), Rock in a Hard Place (1982), Done with Mirrors (1985), Permanent Vacation (1987), Pump (1989), Get a Grip (1993), Nine Lives (1997), Just Push Play (2001), és Honkin' on Bobo (2004). Minden albumuk a  Columbia Records vagy a Geffen Records gondozásában jelent meg.
Az együttes négy díjat nyert az MTV Video Music Awards-on, a "Legjobb Rock Videó" kategóriában. Négy Grammy-díjat nyertek "Grammy Award for Best Rock Performance by a Duo or Group with Vocal" kategóriában a Janie's Got a Gun, Livin' on the Edge, Crazy, és a Pink dalokért 1990-ben, 1994-ben, 1995-ben, és 1999-ben. Az együttes 1992-ben a Boston Music Awards-on elnyerte a "Outstanding Rock Band" (Kiváló rockegyüttes), és a "Legjobb Rock Video" díjakat. Az Aerosmith összességében 31 díjat nyert és 63 jelölést kapott.

## American Music Awards
Az American Music Award egyéves díjkiosztó, melyet Dick Clark alapított 1973-ban. Az Aerosmith itt kilenc jelölést kapott, melyből hetet nyert meg.
| Év   | Jelölt    | Díj                                          | Eredmény |
| ---- | --------- | -------------------------------------------- | -------- |
| 1990 | Aerosmith | Kedvenc Heavy Metal / Hard Rock Előadó       | jelölt   |
| 1991 | Aerosmith | Kedvenc Pop/Rock együttes, Duó, vagy csoport | megnyert |
| 1991 | Aerosmith | Kedvenc Heavy Metal Előadó                   | megnyert |
| 1991 | Pump      | Kedvenc Heavy Metal/Hard Rock Album          | jelölt   |
| 1994 | Aerosmith | Kedvenc Pop/Rock együttes, Duó, vagy csoport | megnyert |
| 1994 | Aerosmith | Kedvenc Heavy Metal/Hard Rock Előadó         | megnyert |
| 1998 | Aerosmith | Kedvenc Pop/Rock együttes, Duó, vagy csoport | megnyert |
| 1999 | Aerosmith | Kedvenc Pop/Rock együttes                    | megnyert |
| 2000 | Aerosmith | Nemzetközi Művész                            | megnyert |

## Billboard Music Awards
A Billboard Music Awards a Billboard magazin által szponzorált, és kiosztott díj, mely minden év decemberében kerül megrendezésre. Az Aerosmith itt öt jelölést kapott, melyből négyet nyert meg.
| Év   | Jelölt    | Díj                            | Eredmény |
| ---- | --------- | ------------------------------ | -------- |
| 1990 | Aerosmith | Legjobb Rock Album             | megnyert |
| 1994 | Aerosmith | Legjobb rockelőadó             | megnyert |
| 1998 | Pink      | A legjobb Hard Rock/Metal klip | jelölt   |
| 1999 | Aerosmith | Artist Achievement díj         | megnyert |
| 2001 | Jaded     | Az év legjobb Hard Rock klipje | megnyert |

## Boston Music Awards
A Boston Music Awards díjat minden évben Boston-ban adják át. Az Aerosmith a hat jelölésből kétszer nyert.
| Év   | Jelölt                     | Díj                      | Eredmény |
| ---- | -------------------------- | ------------------------ | -------- |
| 1992 | Aerosmith                  | Kiemelkedő Rock Együttes | megnyert |
| 1992 | Aerosmith                  | Legjobb Rock Video       | megnyert |
| 1999 | I Don't Wanna Miss a Thing | Az Év Videója            | jelölt   |
| 1999 | Aerosmith                  | Az év zenei eseménye     | jelölt   |
| 1999 | Aerosmith                  | Az év rockegyüttese      | jelölt   |
| 2001 | Angel's Eye                | Az év kislemeze          | jelölt   |

## Grammy-díjak
A Grammy-díj egy évente kiosztott díj, amelyet az amerikai Hanglemez Művészetek és Tudományok Akadémiája oszt ki. Az Aerosmith 4 díjat nyert a 17 jelölésből.
| Év   | Jelölt                                 | Díj                                                                     | Eredmény |
| ---- | -------------------------------------- | ----------------------------------------------------------------------- | -------- |
| 1989 | Love in an Elevator                    | Legjobb Rock Előadás egy duó vagy együttes részéről vokál kategóriában. | jelölt   |
| 1990 | Janie's Got a Gun                      | Legjobb Rock Előadás egy duó vagy együttes részéről vokál kategóriában. | megnyert |
| 1994 | Livin' on the Edge                     | Legjobb Rock Előadás egy duó vagy együttes részéről vokál kategóriában. | megnyert |
| 1994 | Cryin'                                 | Legjobb Rock Dal.                                                       | jelölt   |
| 1994 | Livin 'on the Edge                     | Legjobb Rock Dal.                                                       | jelölt   |
| 1994 | Boogie Man                             | Legjobb Instrumentális Rock Előadás.                                    | jelölt   |
| 1995 | Crazy                                  | Legjobb Rock Előadás egy duó vagy együttes részéről vokál kategóriában. | megnyert |
| 1998 | Falling in Love (Is Hard on the Knees) | Legjobb Rock Előadás egy duó vagy együttes részéről vokál kategóriában. | jelölt   |
| 1998 | Nine Lives                             | Legjobb Rock Album.                                                     | jelölt   |
| 1999 | Pink                                   | Legjobb Rock Előadás egy duó vagy együttes részéről vokál kategóriában. | jelölt   |
| 1999 | Pink                                   | Legjobb Rock Előadás egy duó vagy együttes részéről vokál kategóriában. | megnyert |
| 1999 | I Don't Wanna Miss a Thing             | Legjobb Pop Előadás egy duó vagy együttes részéről vokál kategóriában.  | jelölt   |
| 1999 | Pink                                   | Legjobb Zenei Videó.                                                    | jelölt   |
| 2002 | Jaded                                  | Legjobb Rock Előadás egy duó vagy együttes részéről vokál kategóriában. | jelölt   |
| 2002 | Fly Away From Here                     | Legjobb Zenei Videó.                                                    | jelölt   |
| 2002 | Jaded                                  | Legjobb Rock Dal.                                                       | jelölt   |
| 2002 | Just Push Play                         | Legjobb Rock Album.                                                     | jelölt   |
| 2003 | Girls of Summer                        | Legjobb Rock Előadás egy duó vagy együttes részéről vokál kategóriában. | jelölt   |

## MTV Europe Music Awards
Az MTV Europe Music Awards díjat 1994-ben hozta létre az MTV Europe. Az Aerosmith 6 jelölésből egyet nyert meg.
| Év   | Jelölt    | Díj                     | Eredmény |
| ---- | --------- | ----------------------- | -------- |
| 1994 | Aerosmith | Legjobb Rockegyüttes.   | megnyert |
| 1994 | Aerosmith | Legjobb Együttes.       | jelölt   |
| 1994 | Cryin     | Legjobb Dal.            | jelölt   |
| 1997 | Aerosmith | Legjobb Rockegyüttes.   | jelölt   |
| 1997 | Aerosmith | Legjobb koncertzenekar. | jelölt   |
| 1999 | Aerosmith | Legjobb Rockegyüttes.   | jelölt   |

## MTV Movie Awards
MTV Movie Awards díjra egyszer jelölték az együttest.
| Év   | Jelölt                       | Díj          | Eredmény |
| ---- | ---------------------------- | ------------ | -------- |
| 1999 | I Don't Want To Miss A Thing | Legjobb Dal. | jelölt   |

## MTV Video Music Awards
Az MTV Video Music Award egy évente kiosztott díj, amelyet 1984-ben alapított a Music Television zenei televíziócsatorna. Az Aerosmith 21 jelöléséből 10-et nyert meg.
| Év   | Jelölt                                 | Díj                                  | Eredmény |
| ---- | -------------------------------------- | ------------------------------------ | -------- |
| 1988 | Dude (Looks Like a Lady)               | A legjobb zenekari videó.            | jelölt   |
| 1988 | Dude (Looks Like a Lady)               | Legjobb Színpad teljesítményű videó. | jelölt   |
| 1989 | Rag Doll                               | Legjobb Heavy Metal videó.           | jelölt   |
| 1989 | Rag Doll                               | Legjobb Heavy Metal videó.           | jelölt   |
| 1990 | Janie's Got a Gun                      | Legjobb Rock Videó.                  | megnyert |
| 1990 | Janie's Got a Gun                      | Viewer's Choice.                     | megnyert |
| 1990 | Janie's Got a Gun                      | Az Év Videója.                       | jelölt   |
| 1990 | Janie's Got a Gun                      | A legjobb zenekari videó.            | jelölt   |
| 1991 | The Other Side                         | Legjobb Rock Videó.                  | megnyert |
| 1993 | Livin 'on the Edge                     | Viewer's Choice.                     | megnyert |
| 1993 | Livin 'on the Edge                     | Az Év videója.                       | jelölt   |
| 1993 | Livin 'on the Edge                     | A legjobb Metal/Hard Rock Videó.     | jelölt   |
| 1993 | Livin 'on the Edge                     | Áttörés Videó.                       | jelölt   |
| 1994 | Cryin                                  | Az Év Legjobb Videója.               | megnyert |
| 1994 | Cryin                                  | Viewer's Choice.                     | megnyert |
| 1994 | Cryin                                  | A legjobb zenekari videó.            | megnyert |
| 1994 | Cryin                                  | Legjobb Rock Videó.                  | jelölt   |
| 1997 | Falling in Love (Is Hard on the Knees) | Legjobb Rock Videó.                  | megnyert |
| 1998 | Pink                                   | Legjobb Rock Videó.                  | megnyert |
| 1998 | I Don't Wanna Miss a Thing             | A Legjobb Videó egy film révén.      | megnyert |
| 2001 | Jaded                                  | Legjobb Rock Videó.                  | jelölt   |

## People's Choice Awards
A People’s Choice Awards egy olyan díj, mely minden évben megrendezésre kerül 1975 óta. Az Aerosmith egy ilyen díjat nyert.
| Év   | Jelölt    | Díj                   | Eredmény |
| ---- | --------- | --------------------- | -------- |
| 1994 | Aerosmith | Kedvenc Rockegyüttes. | megnyert |

## Teen Choice Awards
A Teen Choice Awards díj évente kerül kiadásra az amerikai televíziós társaság a Fox Broadcasting Company jóvoltából. Az Aerosmith két ilyen díjat nyert.
| Év   | Jelölt                     | Díj                   | Eredmény |
| ---- | -------------------------- | --------------------- | -------- |
| 1999 | I Don't Wanna Miss a Thing | Legjobb Szerelmes Dal | megnyert |
| 2001 | Jaded                      | Legjobb Rock Dal      | megnyert |